# Exoprosopa rhea
Exoprosopa rhea är en tvåvingeart som beskrevs av Osten Sacken 1886. Exoprosopa rhea ingår i släktet Exoprosopa och familjen svävflugor. Inga underarter finns listade i Catalogue of Life.